# Присутствие (группа)
«Присутствие» — советская и российская рок-группа.

## История
Группу основал гитарист Максим Кузнецов со своими школьными и университетскими друзьями гитаристом Михаилом Киселёвым, басистом Александром Проскуновым и барабанщиком Игорем Ирковым. Поначалу группа, ещё не имея названия, играла каверы на песни известных рок-исполнителей. С 1982 года появились собственные песни, музыку которых писал основатель группы Максим Кузнецов, а слова — бард Кирилл Комаров. Группа получила название «Домино». В 1984 году Игорь Ирков покинул группу, и его место занял Юрий Щербаков.
К началу 1985 года у группы сложилась целая концертная программа. После подачи заявления группа была почти сразу принята в Рок-клуб. На прослушивании Кузнецов сам пел свои песни, но видел в качестве вокалиста другого человека, и осенью того же года им стал Игорь Семёнов, распустивший к тому моменту свой «Рок-штат».
После вступления в Рок-клуб название «Домино» было решено сменить на что-то более соответствующее жанру. В новом названии — «Присутствие» — содержалась отсылка на альбом Led Zeppelin Presence.
Новый состав группы дебютировал на сцене Рок-клуба 23 ноября 1985 года вместе с «Электростандартом» и «АукцЫоном», после чего у «Присутствия» начинается гастрольная деятельность.
В апреле 1986 Проскунова на посту бас-гитариста сменяет Александр Крылов. После этого группа принимает участие в IV Фестивале Ленинградского Рок-клуба. Песня «Осенний блюз» была признана лучшей наряду с композициями «Аквариума», «Зоопарка» и «Кино». Однако не попав в список претендентов на лауреатство, Семёнов стал одним из лидеров инициативной группы, боровшейся с реакцией в Рок-клубе.
В том же 1986 году «Присутствие» приняло участие в съёмках фильма Валерия Огородникова «Взломщик».
Весной 1987 года на студии Ленинградского дворца молодежи был записан альбом под названием «Сезон холодного неба», однако сами музыканты сочли его качество неподходящим и отказались от его распространения.
На 5 рок-фестивале Игорь Семёнов со сцены заявляет о своём уходе из группы и возрождении «Рок-штата». В том же году группу покидает и Кирилл Комаров, решивший начать карьеру музыканта.
Деятельность группы была возобновлена с приходом Евгения Дятлова, бывшего участника «АукцЫона», летом 1988. «Присутствие» снова начало давать концерты, велась работа над альбомом, тоже не увидевшим свет.
22 сентября 1989 «Присутствие» сыграло на фестивале журнала «Аврора», и это стало последним выступлением группы. Щербаков перешёл в «Рок-штат», Кузнецов — в «Телевизор». Михаил Киселёв в 1990 эмигрировал в США, позднее туда же уехал и Максим Кузнецов.

## Концерты группы с Игорем Семёновым
- 23 ноября 1985 — Рок-клуб, Ленинград
- 8 декабря 1985 — ДК Володарского, Ленинград
- 18 января 1986 — Петрокрепость
- 6 апреля 1986 — ДК Пролетарский, Ленинград
- 7 и 8 апреля 1986 — ДК им. Крупской, Ленинград
- 12 апреля 1986 — ЛДМ (на ударных — Алексей Рацен)
- 22 мая 1986 — клуб Ленэнерго, Ленинград
- 1 июня 1986 — ДК «Невский» (4 Рок-фестиваль)
- 10 июня 1986 — ДК им. Крупской, Ленинград
- 29 и 30 июня 1986 — ЛДМ, Ленинград
- 10 июля 1986 — ДК им. Крупской, Ленинград
- 12 сентября 1986 — кинотеатр «Ладога», Ленинград
- 12-14 ноября 1986 — театр Эстрады (в программе «Дискотелетайп»), Ленинград
- 23 ноября 1986 — г. Таллинн, (в программе «Рок-ревю»)
- 29 и 30 ноября 1986 — г. Куйбышев
- 16 декабря 1986 — ЛДМ (концерт перед Городским художественным советом)
- 19 декабря 1986 — г. Таллинн (лекция-концерт в составе Семенов, Алешин, Марков)
- 25—28 декабря 1986 — театр Эстрады, Ленинград
- 17 января 1987 — ЛДМ
- 24 и 25 января 1987 — ЛДМ
- 3 февраля 1987 — съёмки в ТВ-программе «Розыгрыш» (Ленинградское ТВ)
- 10 и 11 февраля 1987 — ЛДМ
- 21 февраля 1987 — школа No.149, Ленинград
- 28 февраля — 1 марта 1987 — г. Львов
- 14 и 15 марта 1987 — Выставка «Молодость Украины» г. Киев (джем с «Рок-трио»)
- 22 и 23 марта 1987 — г. Новосибирск
- 4 апреля 1987 — ЛДМ
- 17 и 18 апреля 1987 — г. Калининград
- 2 мая 1987 — ДК «Невский», Ленинград
- 21 мая 1987 — Фестиваль «Рок-нива», Шушары
- июнь 1987 года — 5 фестиваль Рок-клуба в ЛДМ[2]

## Дискография
- 1986 — «Выйди вон!» («АнТроп»)
- 1986 — Концерт в ДК ЛенЭнерго (магнитоальбом)
- 1987 — «Сезон холодного неба» (не был выпущен)